# Turul Spaniei 2023
Turul Spaniei 2023 a fost cea de a 78-a ediție a Turului Spaniei, unul dintre cele trei mari tururi cicliste care au loc anual, alături de Turul Italiei și Turul Franței. Ediția din 2023 a avut loc în Spania, Andorra și Franța între 26 august și 10 septembrie 2023. Turul a luat startul la Barcelona și s-a încheiat la Madrid.

## Echipe
Toate cele 18 echipe din UCI WorldTeams au fost invitate în mod automat și au fost obligate să participe la cursă. Patru echipe din UCI ProTeams au primit wild card-uri.

### Echipe UCI World
| - AG2R Citroën Team - Alpecin–Deceuninck - Arkéa–Samsic - Astana Qazaqstan Team - Bora–Hansgrohe - Cofidis - EF Education–EasyPost - Groupama–FDJ - Ineos Grenadiers | - Intermarché–Circus–Wanty - Lidl–Trek - Movistar Team - Soudal Quick-Step - Team Bahrain Victorious - Team DSM–Firmenich - Team Jayco–AlUla - Team Jumbo–Visma - UAE Team Emirates |  |

### Echipe PRO Teams
| - Burgos BH - Caja Rural–Seguros RGA | - Lotto–Dstny - TotalEnergies |  |

## Etapele programate
| Etapa | Dată   | Start – Sosire                                           | type                  | Distanță (km) | Elevation (m) | Câștigător            | Liderul global  |
| ----- | ------ | -------------------------------------------------------- | --------------------- | ------------- | ------------- | --------------------- | --------------- |
| 1     | 26 aug | Barcelona – Barcelona                                    | contratimp pe echipe  | 14,8          | 66 m          | Team DSM-Firmenich    | Lorenzo Milesi  |
| 2     | 27 aug | Mataró – Barcelona                                       | etapă valonată        | 181,8         | 2.619 m       | Andreas Kron          | Andrea Piccolo  |
| 3     | 28 aug | Súria – Arinsal                                          | etapă de munte        | 158,5         | 3.486 m       | Remco Evenepoel       | Remco Evenepoel |
| 4     | 29 aug | Andorra la Vella – Tarragona                             | etapă valonată        | 183,6         | 1.798 m       | Kaden Groves          | Remco Evenepoel |
| 5     | 30 aug | Morella – Burriana                                       | etapă valonată        | 186,2         | 2.384 m       | Kaden Groves          | Remco Evenepoel |
| 6     | 31 aug | La Vall d'Uixó – Astrophysical Observatory of Javalambre | etapă de munte        | 183,1         | 3.976 m       | Sepp Kuss             | Lenny Martinez  |
| 7     | 1 sep  | Utiel – Oliva                                            | etapă de plat         | 200,8         | 987 m         | Geoffrey Soupe        | Lenny Martinez  |
| 8     | 2 sep  | Dénia – Xorret del Catí                                  | etapă de munte        | 165           | 3.611 m       | Primož Roglič         | Sepp Kuss       |
| 9     | 3 sep  | Cartagena – Caravaca de la Cruz                          | etapă de munte        | 184,5         | 2.972 m       | Lennard Kämna         | Sepp Kuss       |
| 10    | 5 sep  | Valladolid – Valladolid                                  | contratimp individual | 25,8          | 112 m         | Filippo Ganna         | Sepp Kuss       |
| 11    | 6 sep  | Lerma – Black Lake of Urbión                             | etapă intermediară    | 163,2         | 2.215 m       | Jesús Herrada         | Sepp Kuss       |
| 12    | 7 sep  | Ólvega – Zaragoza                                        | etapă de plat         | 150,6         | 888 m         | Juan Sebastián Molano | Sepp Kuss       |
| 13    | 8 sep  | Formigal – Col du Tourmalet                              | etapă de munte        | 134,7         | 4.282 m       | Jonas Vingegaard      | Sepp Kuss       |
| 14    | 9 sep  | Sauveterre-de-Béarn – Larra-Belagua                      | etapă de munte        | 156,2         | 4.655 m       | Remco Evenepoel       | Sepp Kuss       |
| 15    | 10 sep | Pamplona – Lekunberri                                    | etapă intermediară    | 158,3         | 2.331 m       | Rui Costa             | Sepp Kuss       |
| 16    | 12 sep | Liencres – Bejes                                         | etapă intermediară    | 120,1         | 2.089 m       | Jonas Vingegaard      | Sepp Kuss       |
| 17    | 13 sep | Ribadesella – Alto de L'Angliru                          | etapă de munte        | 124,4         | 3.303 m       | Primož Roglič         | Sepp Kuss       |
| 18    | 14 sep | Pola de Allande – Cruz de Llinares                       | etapă de munte        | 178,9         | 4.624 m       | Remco Evenepoel       | Sepp Kuss       |
| 19    | 15 sep | La Bañeza – Íscar                                        | etapă de plat         | 177,1         | 935 m         | Alberto Dainese       | Sepp Kuss       |
| 20    | 16 sep | Manzanares el Real – Guadarrama                          | etapă intermediară    | 207,8         | 4.330 m       | Wout Poels            | Sepp Kuss       |
| 21    | 17 sep | Zarzuela race track – Madrid                             | etapă de plat         | 101,1         | 854 m         | Kaden Groves          | Sepp Kuss       |

## Etape

### Etapa 1
26 august 2023 – Barcelona - Barcelona, 14,6 km (9,1 mi)
| Loc | Echipă                  | Timp    |
| --- | ----------------------- | ------- |
| 1   | Team DSM–Firmenich      | 17' 30" |
| 2   | Movistar Team           | +0"     |
| 3   | EF Education–EasyPost   | +6"     |
| 4   | Soudal–Quick-Step       | +6"     |
| 5   | Groupama–FDJ            | +6"     |
| 6   | Team Bahrain Victorious | +10"    |
| 7   | Astana Qazaqstan Team   | +17"    |
| 8   | Ineos Grenadiers        | +20"    |
| 9   | Cofidis                 | +22"    |
| 10  | Bora–Hansgrohe          | +28"    |

| Loc | Concurent           | Echipă             | Timp    |
| --- | ------------------- | ------------------ | ------- |
| 1   | Lorenzo Milesi      | Team DSM–Firmenich | 17' 30" |
| 2   | Max Poole           | Team DSM–Firmenich | +0"     |
| 3   | Romain Bardet       | Team DSM–Firmenich | +0"     |
| 4   | Sean Flynn          | Team DSM–Firmenich | +0"     |
| 5   | Oscar Onley         | Team DSM–Firmenich | +0"     |
| 6   | Chris Hamilton      | Team DSM–Firmenich | +0"     |
| 7   | Enric Mas           | Movistar Team      | +0"     |
| 8   | Einer Rubio         | Movistar Team      | +0"     |
| 9   | Ruben Guerreiro     | Movistar Team      | +0"     |
| 10  | Iván García Cortina | Movistar Team      | +0"     |

### Etapa a 2-a
27 august 2023 – Mataró - Barcelona, 181,3 km (112,7 mi)
| Loc | Concurent           | Echipă                   | Timp       |
| --- | ------------------- | ------------------------ | ---------- |
| 1   | Andreas Kron        | Lotto–Dstny              | 4h 10' 25" |
| 2   | Kaden Groves        | Team BikeExchange–Jayco  | +0"        |
| 3   | Andrea Vendrame     | AG2R Citroën Team        | +0"        |
| 4   | Andrea Bagioli      | Soudal–Quick-Step        | +0"        |
| 5   | Fernando Barcelo    | Caja Rural–Seguros RGA   | +0"        |
| 6   | Iván García Cortina | Movistar Team            | +0"        |
| 7   | Romain Grégoire     | Groupama–FDJ             | +0"        |
| 8   | Lennert Van Eetvelt | Lotto–Dstny              | +0"        |
| 9   | Marijn van den Berg | EF Education–EasyPost    | +0"        |
| 10  | Kobe Goossens       | Intermarché–Circus–Wanty | +0"        |

| Loc | Concurent           | Echipă                | Timp       |
| --- | ------------------- | --------------------- | ---------- |
| 1   | Andrea Piccolo      | EF Education–EasyPost | 4h 27' 23" |
| 2   | Javier Romo         | Astana Qazaqstan Team | +11"       |
| 3   | Iván García Cortina | Movistar Team         | +13"       |
| 4   | Romain Bardet       | Team DSM–Firmenich    | +13"       |
| 5   | Max Poole           | Team DSM–Firmenich    | +13"       |
| 6   | Nelson Oliveira     | Movistar Team         | +13"       |
| 7   | Imanol Erviti       | Movistar Team         | +13"       |
| 8   | Enric Mas           | Movistar Team         | +13"       |
| 9   | Einer Rubio         | Movistar Team         | +13"       |
| 10  | Sean Flynn          | Team DSM–Firmenich    | +13"       |

### Etapa a 3-a
28 august 2023 – Súria - Arinsal (Andorra), 158,5 km (98,5 mi)
| Loc | Concurent         | Echipă            | Timp       |
| --- | ----------------- | ----------------- | ---------- |
| 1   | Remco Evenepoel   | Soudal–Quick-Step | 4h 15' 39" |
| 2   | Jonas Vingegaard  | Team Jumbo–Visma  | +1"        |
| 3   | Juan Ayuso        | UAE Team Emirates | +1"        |
| 4   | Primož Roglič     | Team Jumbo–Visma  | +1"        |
| 5   | Marc Soler        | UAE Team Emirates | +1"        |
| 6   | Enric Mas         | Movistar Team     | +1"        |
| 7   | Lenny Martinez    | Groupama–FDJ      | +1"        |
| 8   | Cian Uijtdebroeks | Bora–Hansgrohe    | +1"        |
| 9   | João Almeida      | UAE Team Emirates | +1"        |
| 10  | Aleksandr Vlasov  | Bora–Hansgrohe    | +1"        |

| Loc | Concurent         | Echipă                  | Timp       |
| --- | ----------------- | ----------------------- | ---------- |
| 1   | Remco Evenepoel   | Soudal–Quick-Step       | 8h 43' 11" |
| 2   | Enric Mas         | Movistar Team           | +5"        |
| 3   | Lenny Martinez    | Groupama–FDJ            | +11"       |
| 4   | Jonas Vingegaard  | Team Jumbo–Visma        | +31"       |
| 5   | Aleksandr Vlasov  | Bora–Hansgrohe          | +33"       |
| 6   | Cian Uijtdebroeks | Bora–Hansgrohe          | +33"       |
| 7   | Romain Bardet     | Team DSM–Firmenich      | +35"       |
| 8   | Santiago Buitrago | Team Bahrain Victorious | +35"       |
| 9   | Wilco Kelderman   | Team Jumbo–Visma        | +37"       |
| 10  | Primož Roglič     | Team Jumbo–Visma        | +37"       |

### Etapa a 4-a
29 august 2023 – Andorra la Vella (Andorra) - Tarragona, 183,4 km (114,0 mi)
| Loc | Concurent        | Echipă                   | Timp       |
| --- | ---------------- | ------------------------ | ---------- |
| 1   | Kaden Groves     | Alpecin–Deceuninck       | 4h 05' 41" |
| 2   | Sebastian Molano | UAE Team Emirates        | +0"        |
| 3   | Edward Theuns    | Lidl–Trek                | +0"        |
| 4   | Milan Menten     | Lotto–Dstny              | +0"        |
| 5   | Dries Van Gestel | Team TotalEnergies       | +0"        |
| 6   | Orluis Aular     | Caja Rural–Seguros RGA   | +0"        |
| 7   | Hugo Page        | Intermarché–Circus–Wanty | +0"        |
| 8   | Lewis Askey      | Groupama–FDJ             | +0"        |
| 9   | GBR} Sean Flynn  | Team DSM–Firmenich       | +0"        |
| 10  | Andrea Vendrame  | AG2R Citroën Team        | +0"        |

| Loc | Concurent         | Echipă             | Timp        |
| --- | ----------------- | ------------------ | ----------- |
| 1   | Remco Evenepoel   | Soudal–Quick-Step  | 12h 48' 58" |
| 2   | Enric Mas         | Movistar Team      | +5"         |
| 3   | Lenny Martinez    | Groupama–FDJ       | +11"        |
| 4   | Jonas Vingegaard  | Team Jumbo–Visma   | +31"        |
| 5   | Aleksandr Vlasov  | Bora–Hansgrohe     | +33"        |
| 6   | Cian Uijtdebroeks | Bora–Hansgrohe     | +33"        |
| 7   | Romain Bardet     | Team DSM–Firmenich | +35"        |
| 8   | Primož Roglič     | Team Jumbo–Visma   | +37"        |
| 9   | Juan Ayuso        | UAE Team Emirates  | +38"        |
| 10  | Marc Soler        | UAE Team Emirates  | +42"        |

### Etapa a 5-a
30 august 2023 – Morella - Burriana, 185,7 km (115,4 mi)
| Loc | Concurent        | Echipă                 | Timp       |
| --- | ---------------- | ---------------------- | ---------- |
| 1   | Kaden Groves     | Alpecin–Deceuninck     | 4h 23' 43" |
| 2   | Filippo Ganna    | Ineos Grenadiers       | +0"        |
| 3   | Dries Van Gestel | Team TotalEnergies     | +0"        |
| 4   | Alberto Dainese  | Team DSM–Firmenich     | +0"        |
| 5   | Lewis Askey      | Groupama–FDJ           | +0"        |
| 6   | Edward Theuns    | Lidl–Trek              | +0"        |
| 7   | David González   | Caja Rural–Seguros RGA | +0"        |
| 8   | Geoffrey Soupe   | Team TotalEnergies     | +0"        |
| 9   | Jesús Ezquerra   | Burgos BH              | +0"        |
| 10  | Jarrad Drizners  | Lotto–Dstny            | +0"        |

| Loc | Concurent         | Echipă            | Timp        |
| --- | ----------------- | ----------------- | ----------- |
| 1   | Remco Evenepoel   | Soudal–Quick-Step | 17h 12' 29" |
| 2   | Enric Mas         | Movistar Team     | +11"        |
| 3   | Lenny Martinez    | Groupama–FDJ      | +17"        |
| 4   | Jonas Vingegaard  | Team Jumbo–Visma  | +37"        |
| 5   | Aleksandr Vlasov  | Bora–Hansgrohe    | +39"        |
| 6   | Cian Uijtdebroeks | Bora–Hansgrohe    | +39"        |
| 7   | Primož Roglič     | Team Jumbo–Visma  | +43"        |
| 8   | Juan Ayuso        | UAE Team Emirates | +37"        |
| 9   | Marc Soler        | UAE Team Emirates | +48"        |
| 10  | João Almeida      | UAE Team Emirates | +48"        |

### Etapa a 6-a
31 august 2023 – Morella - Observatorio Astrofísico de Javalambre, 181,3 km (112,7 mi)
| Loc | Concurent          | Echipă                  | Timp       |
| --- | ------------------ | ----------------------- | ---------- |
| 1   | Sepp Kuss          | Team Jumbo–Visma        | 4h 27' 29" |
| 2   | Lenny Martinez     | Groupama–FDJ            | +26"       |
| 3   | Romain Bardet      | Team DSM–Firmenich      | +31"       |
| 4   | Mikel Landa        | Team Bahrain Victorious | +46"       |
| 5   | Marc Soler         | UAE Team Emirates       | +46"       |
| 6   | Wout Poels         | Team Bahrain Victorious | +1' 03"    |
| 7   | Einer Rubio        | Movistar Team           | +1' 05"    |
| 8   | Cristian Rodriguez | Arkéa–Samsic            | +1' 12"    |
| 9   | Steff Cras         | Team TotalEnergies      | +1' 12"    |
| 10  | Jefferson Cepeda   | Caja Rural–Seguros RGA  | +1' 26"    |

| Loc | Concurent        | Echipă                  | Timp        |
| --- | ---------------- | ----------------------- | ----------- |
| 1   | Lenny Martinez   | Groupama–FDJ            | 21h 40' 35" |
| 2   | Sepp Kuss        | Team Jumbo–Visma        | +8"         |
| 3   | Marc Soler       | UAE Team Emirates       | +51"        |
| 4   | Wout Poels       | Team Bahrain Victorious | +1' 41"     |
| 5   | Steff Cras       | Team TotalEnergies      | +1' 48"     |
| 6   | Mikel Landa      | Team Bahrain Victorious | +1' 58"     |
| 7   | Jefferson Cepeda | Caja Rural–Seguros RGA  | +2' 06"     |
| 8   | David de la Cruz | Astana Qazaqstan Team   | +2' 23"     |
| 9   | Remco Evenepoel  | Soudal–Quick-Step       | +2' 47"     |
| 10  | Enric Mas        | Movistar Team           | +2' 50"     |

### Etapa a 7-a
1 septembrie 2023 – Utiel - Oliva, 188,8 km (117,3 mi)
| Loc | Concurent           | Echipă                   | Timp       |
| --- | ------------------- | ------------------------ | ---------- |
| 1   | Geoffrey Soupe      | Team TotalEnergies       | 4h 56' 29" |
| 2   | Orluis Aular        | Caja Rural–Seguros RGA   | +0"        |
| 3   | Edward Theuns       | Lidl–Trek                | +0"        |
| 4   | Sebastián Molano    | UAE Team Emirates        | +0"        |
| 5   | Kaden Groves        | Alpecin–Deceuninck       | +0"        |
| 6   | Marijn van den Berg | EF Education–EasyPost    | +0"        |
| 7   | David González      | Caja Rural–Seguros RGA   | +0"        |
| 8   | Hugo Page           | Intermarché–Circus–Wanty | +0"        |
| 9   | Filippo Ganna       | Ineos Grenadiers         | +0"        |
| 10  | Matevž Govekar      | Team Bahrain Victorious  | +0"        |

| Loc | Concurent        | Echipă                  | Timp        |
| --- | ---------------- | ----------------------- | ----------- |
| 1   | Lenny Martinez   | Groupama–FDJ            | 26h 37' 04" |
| 2   | Sepp Kuss        | Team Jumbo–Visma        | +8"         |
| 3   | Marc Soler       | UAE Team Emirates       | +51"        |
| 4   | Wout Poels       | Team Bahrain Victorious | +1' 41"     |
| 5   | Steff Cras       | Team TotalEnergies      | +1' 48"     |
| 6   | Mikel Landa      | Team Bahrain Victorious | +1' 58"     |
| 7   | David de la Cruz | Astana Qazaqstan Team   | +2' 23"     |
| 8   | Jefferson Cepeda | Caja Rural–Seguros RGA  | +2' 30"     |
| 9   | Remco Evenepoel  | Soudal–Quick-Step       | +2' 47"     |
| 10  | Jonas Vingegaard | Team Jumbo–Visma        | +2' 50"     |

### Etapa a 8-a
2 septembrie 2023 – Dénia - Xorret de Catí, 165 km (103 mi)
| Loc | Concurent        | Echipă                  | Timp       |
| --- | ---------------- | ----------------------- | ---------- |
| 1   | Primož Roglič    | Team Jumbo–Visma        | 4h 13' 52" |
| 2   | Remco Evenepoel  | Soudal–Quick-Step       | +0"        |
| 3   | Juan Ayuso       | UAE Team Emirates       | +0"        |
| 4   | Enric Mas        | Movistar Team           | +2"        |
| 5   | Jonas Vingegaard | Team Jumbo–Visma        | +2"        |
| 6   | João Almeida     | UAE Team Emirates       | +2"        |
| 7   | Sepp Kuss        | Team Jumbo–Visma        | +2"        |
| 8   | Marc Soler       | UAE Team Emirates       | +2"        |
| 9   | Wout Poels       | Team Bahrain Victorious | +34"       |
| 10  | Aleksandr Vlasov | Bora–Hansgrohe          | +39"       |

| Loc | Concurent        | Echipă                  | Timp        |
| --- | ---------------- | ----------------------- | ----------- |
| 1   | Sepp Kuss        | Team Jumbo–Visma        | 30h 51' 06" |
| 2   | Marc Soler       | UAE Team Emirates       | +43"        |
| 3   | Lenny Martinez   | Groupama–FDJ            | +1' 00"     |
| 4   | Wout Poels       | Team Bahrain Victorious | +2' 05"     |
| 5   | Mikel Landa      | Team Bahrain Victorious | +2' 29"     |
| 6   | Remco Evenepoel  | Soudal–Quick-Step       | +2' 31"     |
| 7   | Primož Roglič    | Team Jumbo–Visma        | +2' 38"     |
| 8   | Jonas Vingegaard | Team Jumbo–Visma        | +2' 42"     |
| 9   | Enric Mas        | Movistar Team           | +2' 42"     |
| 10  | Juan Ayuso       | UAE Team Emirates       | +2' 52"     |

### Etapa a 9-a
3 septembrie 2023 – Cartagena - Collado de la Cruz de Caravaca, 184,5 km (114,6 mi)
| Loc | Concurent               | Echipă                 | Timp       |
| --- | ----------------------- | ---------------------- | ---------- |
| 1   | Lennard Kämna           | Bora–Hansgrohe         | 4h 28' 59" |
| 2   | Matteo Sobrero          | Team Jayco–AlUla       | +13"       |
| 3   | Chris Hamilton          | Team DSM–Firmenich     | +1' 12"    |
| 4   | Amanuel Ghebreigzabhier | Lidl–Trek              | +1' 00"    |
| 5   | Jon Barrenetxea         | Caja Rural–Seguros RGA | +1' 37"    |
| 6   | Rubén Fernández         | Cofidis                | +1' 37"    |
| 7   | Jonathan Caicedo        | EF Education–EasyPost  | +2' 11"    |
| 8   | Daniel Navarro          | Burgos BH              | +2' 41"    |
| 9   | Enric Mas               | Movistar Team          | +3' 16"    |
| 10  | Aleksandr Vlasov        | Bora–Hansgrohe         | +3' 11"    |

| Loc | Concurent        | Echipă                  | Timp        |
| --- | ---------------- | ----------------------- | ----------- |
| 1   | Sepp Kuss        | Team Jumbo–Visma        | 35h 23' 30" |
| 2   | Marc Soler       | UAE Team Emirates       | +43"        |
| 3   | Lenny Martinez   | Groupama–FDJ            | +1' 02"     |
| 4   | Remco Evenepoel  | Soudal–Quick-Step       | +2' 22"     |
| 5   | Mikel Landa      | Team Bahrain Victorious | +2' 29"     |
| 6   | Primož Roglič    | Team Jumbo–Visma        | +2' 29"     |
| 7   | Jonas Vingegaard | Team Jumbo–Visma        | +2' 33"     |
| 8   | Enric Mas        | Movistar Team           | +2' 33"     |
| 9   | Juan Ayuso       | UAE Team Emirates       | +2' 43"     |
| 10  | João Almeida     | UAE Team Emirates       | +2' 55"     |

### Etapa a 10-a
5 septembrie 2023 – Valladolid - Valladolid, 25,8 km (16,0 mi)
| Loc | Concurent        | Echipă            | Timp    |
| --- | ---------------- | ----------------- | ------- |
| 1   | Filippo Ganna    | Ineos Grenadiers  | 27' 39" |
| 2   | Remco Evenepoel  | Soudal–Quick-Step | +16"    |
| 3   | Primož Roglič    | Team Jumbo–Visma  | +36"    |
| 4   | João Almeida     | UAE Team Emirates | +50"    |
| 5   | Aleksandr Vlasov | Bora–Hansgrohe    | +52"    |
| 6   | Mattia Cattaneo  | Soudal–Quick-Step | +1' 09" |
| 7   | Juan Ayuso       | UAE Team Emirates | +1' 11" |
| 8   | Marc Soler       | UAE Team Emirates | +1' 12" |
| 9   | Nelson Oliveira  | Movistar Team     | +1' 12" |
| 10  | Jonas Vingegaard | Team Jumbo–Visma  | +1' 18" |

| Loc | Concurent        | Echipă            | Timp        |
| --- | ---------------- | ----------------- | ----------- |
| 1   | Sepp Kuss        | Team Jumbo–Visma  | 35h 52' 38" |
| 2   | Marc Soler       | UAE Team Emirates | +26"        |
| 3   | Remco Evenepoel  | Soudal–Quick-Step | +1' 09"     |
| 4   | Primož Roglič    | Team Jumbo–Visma  | +1' 36"     |
| 5   | Lenny Martinez   | Groupama–FDJ      | +2' 02"     |
| 6   | João Almeida     | UAE Team Emirates | +2' 16"     |
| 7   | Jonas Vingegaard | Team Jumbo–Visma  | +2' 22"     |
| 8   | Juan Ayuso       | UAE Team Emirates | +2' 25"     |
| 9   | Enric Mas        | Movistar Team     | +2' 50"     |
| 10  | Aleksandr Vlasov | Bora–Hansgrohe    | +3' 14"     |

### Etapa a 11-a
6 septembrie 2023 – Lerma - La Laguna Negra, 163,5 km (101,6 mi)
| Loc | Concurent         | Echipă                | Timp       |
| --- | ----------------- | --------------------- | ---------- |
| 1   | Jesús Herrada     | Cofidis               | 3h 29' 17" |
| 2   | Romain Grégoire   | Groupama–FDJ          | +3"        |
| 3   | Andreas Kron      | Lotto–Dstny           | +8"        |
| 4   | Jonathan Caicedo  | EF Education–EasyPost | +12"       |
| 5   | Geraint Thomas    | Ineos Grenadiers      | +19"       |
| 6   | Pelayo Sánchez    | Burgos BH             | +24"       |
| 7   | Rudy Molard       | Groupama–FDJ          | +24"       |
| 8   | Nicolas Prodhomme | AG2R Citroën Team     | +27"       |
| 9   | Dorian Godon      | AG2R Citroën Team     | +58"       |
| 10  | Filippo Ganna     | Ineos Grenadiers      | +1' 16"    |

| Loc | Concurent        | Echipă            | Timp        |
| --- | ---------------- | ----------------- | ----------- |
| 1   | Sepp Kuss        | Team Jumbo–Visma  | 39h 27' 45" |
| 2   | Marc Soler       | UAE Team Emirates | +26"        |
| 3   | Remco Evenepoel  | Soudal–Quick-Step | +1' 09"     |
| 4   | Primož Roglič    | Team Jumbo–Visma  | +1' 36"     |
| 5   | Lenny Martinez   | Groupama–FDJ      | +2' 02"     |
| 6   | João Almeida     | UAE Team Emirates | +2' 16"     |
| 7   | Jonas Vingegaard | Team Jumbo–Visma  | +2' 22"     |
| 8   | Juan Ayuso       | UAE Team Emirates | +2' 25"     |
| 9   | Enric Mas        | Movistar Team     | +2' 50"     |
| 10  | Aleksandr Vlasov | Bora–Hansgrohe    | +3' 14"     |

### Etapa a 12-a
7 septembrie 2023 – Ólvega - Zaragoza, 151 km (94 mi)
| Loc | Concurent           | Echipă                   | Timp       |
| --- | ------------------- | ------------------------ | ---------- |
| 1   | Sebastián Molano    | UAE Team Emirates        | 3h 23' 35" |
| 2   | Kaden Groves        | Alpecin–Deceuninck       | +0"        |
| 3   | Boy van Poppel      | Intermarché–Circus–Wanty | +0"        |
| 4   | Rui Oliveira        | UAE Team Emirates        | +0"        |
| 5   | Edward Theuns       | Lidl–Trek                | +0"        |
| 6   | Marijn van den Berg | EF Education–EasyPost    | +0"        |
| 7   | Alberto Dainese     | Team DSM–Firmenich       | +0"        |
| 8   | Orluis Aular        | Caja Rural–Seguros RGA   | +0"        |
| 9   | Hugo Page           | Intermarché–Circus–Wanty | +0"        |
| 10  | Milan Menten        | Lotto–Dstny              | +0"        |

| Loc | Concurent        | Echipă            | Timp        |
| --- | ---------------- | ----------------- | ----------- |
| 1   | Sepp Kuss        | Team Jumbo–Visma  | 42h 51' 20" |
| 2   | Marc Soler       | UAE Team Emirates | +26"        |
| 3   | Remco Evenepoel  | Soudal–Quick-Step | +1' 09"     |
| 4   | Primož Roglič    | Team Jumbo–Visma  | +1' 32"     |
| 5   | Lenny Martinez   | Groupama–FDJ      | +2' 02"     |
| 6   | João Almeida     | UAE Team Emirates | +2' 16"     |
| 7   | Jonas Vingegaard | Team Jumbo–Visma  | +2' 22"     |
| 8   | Juan Ayuso       | UAE Team Emirates | +2' 25"     |
| 9   | Enric Mas        | Movistar Team     | +2' 50"     |
| 10  | Aleksandr Vlasov | Bora–Hansgrohe    | +3' 14"     |

### Etapa a 13-a
8 septembrie 2023 – Formigal - Col du Tourmalet, 135 km (84 mi)
| Loc | Concurent         | Echipă                  | Timp       |
| --- | ----------------- | ----------------------- | ---------- |
| 1   | Jonas Vingegaard  | Team Jumbo–Visma        | 3h 51' 10" |
| 2   | Sepp Kuss         | Team Jumbo–Visma        | +30"       |
| 3   | Primož Roglič     | Team Jumbo–Visma        | +33"       |
| 4   | Juan Ayuso        | UAE Team Emirates       | +38"       |
| 5   | Cian Uijtdebroeks | Bora–Hansgrohe          | +38"       |
| 6   | Enric Mas         | Movistar Team           | +40"       |
| 7   | Mikel Landa       | Team Bahrain Victorious | +1' 15"    |
| 8   | Aleksandr Vlasov  | Bora–Hansgrohe          | +2' 12"    |
| 9   | Steff Cras        | Team TotalEnergies      | +2' 32"    |
| 10  | Marc Soler        | UAE Team Emirates       | +3' 08"    |

| Loc | Concurent         | Echipă                  | Timp        |
| --- | ----------------- | ----------------------- | ----------- |
| 1   | Sepp Kuss         | Team Jumbo–Visma        | 46h 42' 54" |
| 2   | Primož Roglič     | Team Jumbo–Visma        | +1' 37"     |
| 3   | Jonas Vingegaard  | Team Jumbo–Visma        | +1' 44"     |
| 4   | Juan Ayuso        | UAE Team Emirates       | +2' 37"     |
| 5   | Enric Mas         | Movistar Team           | +3' 06"     |
| 6   | Marc Soler        | UAE Team Emirates       | +3' 10"     |
| 7   | Mikel Landa       | Team Bahrain Victorious | +4' 12"     |
| 8   | Aleksandr Vlasov  | Bora–Hansgrohe          | +5' 02"     |
| 9   | Cian Uijtdebroeks | Bora–Hansgrohe          | +5' 30"     |
| 10  | João Almeida      | UAE Team Emirates       | +8' 39"     |

### Etapa a 14-a
9 septembrie 2023 – Sauveterre-de-Béarn - Larra-Belagua, 156,5 km (97,2 mi)
| Loc | Concurent            | Echipă                  | Timp       |
| --- | -------------------- | ----------------------- | ---------- |
| 1   | Remco Evenepoel      | Soudal–Quick-Step       | 3h 51' 10" |
| 2   | Romain Bardet        | Team DSM–Firmenich      | +1' 12"    |
| 3   | Lennert Van Eetvelt  | Lotto–Dstny             | +6' 33"    |
| 4   | Jonathan Castroviejo | Ineos Grenadiers        | +6' 35"    |
| 5   | Michael Storer       | Groupama–FDJ            | +7' 24"    |
| 6   | David de la Cruz     | Astana Qazaqstan Team   | +8' 21"    |
| 7   | Aleksandr Vlasov     | Bora–Hansgrohe          | +8' 22"    |
| 8   | Sepp Kuss            | Team Jumbo–Visma        | +8' 22"    |
| 9   | Wout Poels           | Team Bahrain Victorious | +8' 22"    |
| 10  | Juan Ayuso           | UAE Team Emirates       | +8' 22"    |

| Loc | Concurent         | Echipă                  | Timp        |
| --- | ----------------- | ----------------------- | ----------- |
| 1   | Sepp Kuss         | Team Jumbo–Visma        | 51h 04' 54" |
| 2   | Primož Roglič     | Team Jumbo–Visma        | +1' 37"     |
| 3   | Jonas Vingegaard  | Team Jumbo–Visma        | +1' 44"     |
| 4   | Juan Ayuso        | UAE Team Emirates       | +2' 37"     |
| 5   | Enric Mas         | Movistar Team           | +3' 06"     |
| 6   | Marc Soler        | UAE Team Emirates       | +3' 10"     |
| 7   | Mikel Landa       | Team Bahrain Victorious | +4' 12"     |
| 8   | Aleksandr Vlasov  | Bora–Hansgrohe          | +5' 02"     |
| 9   | Cian Uijtdebroeks | Bora–Hansgrohe          | +5' 30"     |
| 10  | João Almeida      | UAE Team Emirates       | +8' 39"     |

### Etapa a 15-a
10 septembrie 2023 – Pamplona - Lekunberri, 158,5 km (98,5 mi)
| Loc | Concurent          | Echipă                   | Timp       |
| --- | ------------------ | ------------------------ | ---------- |
| 1   | Rui Costa          | Intermarché–Circus–Wanty | 3h 30' 56" |
| 2   | Lennard Kämna      | Bora–Hansgrohe           | +0"        |
| 3   | Santiago Buitrago  | Team Bahrain Victorious  | +0"        |
| 4   | Remco Evenepoel    | Soudal–Quick-Step        | +2"        |
| 5   | Andreas Kron       | Lotto–Dstny              | +2"        |
| 6   | Einer Rubio        | Movistar Team            | +2"        |
| 7   | Cristián Rodríguez | Arkéa–Samsic             | +2"        |
| 8   | Chris Hamilton     | Team DSM–Firmenich       | +2"        |
| 9   | Nico Denz          | Team Bahrain Victorious  | +36"       |
| 10  | Jimmy Janssens     | Alpecin–Deceuninck       | +1' 07"    |

| Loc | Concurent         | Echipă                  | Timp        |
| --- | ----------------- | ----------------------- | ----------- |
| 1   | Sepp Kuss         | Team Jumbo–Visma        | 54h 38' 42" |
| 2   | Primož Roglič     | Team Jumbo–Visma        | +1' 37"     |
| 3   | Jonas Vingegaard  | Team Jumbo–Visma        | +1' 44"     |
| 4   | Juan Ayuso        | UAE Team Emirates       | +2' 37"     |
| 5   | Enric Mas         | Movistar Team           | +3' 06"     |
| 6   | Marc Soler        | UAE Team Emirates       | +3' 10"     |
| 7   | Mikel Landa       | Team Bahrain Victorious | +4' 12"     |
| 8   | Aleksandr Vlasov  | Bora–Hansgrohe          | +5' 02"     |
| 9   | Cian Uijtdebroeks | Bora–Hansgrohe          | +5' 30"     |
| 10  | João Almeida      | UAE Team Emirates       | +8' 39"     |

### Etapa a 16-a
12 septembrie 2023 – Liencres Playa - Bejes, 120,5 km (74,9 mi)
| Loc | Concurent         | Echipă                  | Timp       |
| --- | ----------------- | ----------------------- | ---------- |
| 1   | Jonas Vingegaard  | Team Jumbo–Visma        | 2h 38' 23" |
| 2   | Finn Fisher-Black | UAE Team Emirates       | +43"       |
| 3   | Wout Poels        | Team Bahrain Victorious | +49"       |
| 4   | Michael Storer    | Groupama–FDJ            | +55"       |
| 5   | Juan Ayuso        | UAE Team Emirates       | +1' 01"    |
| 6   | Enric Mas         | Movistar Team           | +1' 01"    |
| 7   | Aleksandr Vlasov  | Bora–Hansgrohe          | +1' 01"    |
| 8   | Primož Roglič     | Team Jumbo–Visma        | +1' 01"    |
| 9   | Mikel Landa       | Team Bahrain Victorious | +1' 05"    |
| 10  | Sepp Kuss         | Team Jumbo–Visma        | +1' 05"    |

| Loc | Concurent         | Echipă                  | Timp        |
| --- | ----------------- | ----------------------- | ----------- |
| 1   | Sepp Kuss         | Team Jumbo–Visma        | 57h 18' 10" |
| 2   | Jonas Vingegaard  | Team Jumbo–Visma        | +29"        |
| 3   | Primož Roglič     | Team Jumbo–Visma        | +1' 33"     |
| 4   | Juan Ayuso        | UAE Team Emirates       | +2' 33"     |
| 5   | Enric Mas         | Movistar Team           | +3' 02"     |
| 6   | Marc Soler        | UAE Team Emirates       | +3' 28"     |
| 7   | Mikel Landa       | Team Bahrain Victorious | +4' 12"     |
| 8   | Aleksandr Vlasov  | Bora–Hansgrohe          | +4' 58"     |
| 9   | Cian Uijtdebroeks | Bora–Hansgrohe          | +5' 38"     |
| 10  | João Almeida      | UAE Team Emirates       | +8' 43"     |

### Etapa a 17-a
13 septembrie 2023 – Ribadesella - Alto de L'Angliru, 120,5 km (74,9 mi)
| Loc | Concurent         | Echipă                  | Timp       |
| --- | ----------------- | ----------------------- | ---------- |
| 1   | Primož Roglič     | Team Jumbo–Visma        | 3h 15' 56" |
| 2   | Jonas Vingegaard  | Team Jumbo–Visma        | +0"        |
| 3   | Sepp Kuss         | Team Jumbo–Visma        | +19"       |
| 4   | Mikel Landa       | Team Bahrain Victorious | +19"       |
| 5   | Wout Poels        | Team Bahrain Victorious | +44"       |
| 6   | João Almeida      | UAE Team Emirates       | +58"       |
| 7   | Cian Uijtdebroeks | Bora–Hansgrohe          | +1' 20"    |
| 8   | Santiago Buitrago | Team Bahrain Victorious | +1' 20"    |
| 9   | Juan Ayuso        | UAE Team Emirates       | +1' 42"    |
| 10  | Enric Mas         | Movistar Team           | +1' 43"    |

| Loc | Concurent         | Echipă                  | Timp        |
| --- | ----------------- | ----------------------- | ----------- |
| 1   | Sepp Kuss         | Team Jumbo–Visma        | 60h 34' 21" |
| 2   | Jonas Vingegaard  | Team Jumbo–Visma        | +8"         |
| 3   | Primož Roglič     | Team Jumbo–Visma        | +1' 08"     |
| 4   | Juan Ayuso        | UAE Team Emirates       | +4' 00"     |
| 5   | Mikel Landa       | Team Bahrain Victorious | +4' 16"     |
| 6   | Enric Mas         | Movistar Team           | +4' 30"     |
| 7   | Cian Uijtdebroeks | Bora–Hansgrohe          | +6' 43"     |
| 8   | Aleksandr Vlasov  | Bora–Hansgrohe          | +7' 38"     |
| 9   | João Almeida      | UAE Team Emirates       | +9' 26"     |
| 10  | Santiago Buitrago | Team Bahrain Victorious | +11' 26"    |

### Etapa a 18-a
14 septembrie 2023 – Pola de Allande - La Cruz de Linares, 179 km (111 mi)
| Loc | Concurent       | Echipă                  | Timp       |
| --- | --------------- | ----------------------- | ---------- |
| 1   | Remco Evenepoel | Soudal–Quick-Step       | 4h 47' 37" |
| 2   | Damiano Caruso  | Team Bahrain Victorious | +4' 44"    |
| 3   | Andreas Kron    | Lotto–Dstny             | +5' 10"    |
| 4   | Max Poole       | Team DSM–Firmenich      | +5' 12"    |
| 5   | Paul Ourselin   | Team TotalEnergies      | +5' 17"    |
| 6   | Julien Bernard  | Lidl–Trek               | +6' 11"    |
| 7   | Egan Bernal     | Ineos Grenadiers        | +7' 01"    |
| 8   | Juan Ayuso      | UAE Team Emirates       | +9' 29"    |
| 9   | Enric Mas       | Movistar Team           | +9' 29"    |
| 10  | Sepp Kuss       | Team Jumbo–Visma        | +9' 29"    |

| Loc | Concurent         | Echipă                  | Timp        |
| --- | ----------------- | ----------------------- | ----------- |
| 1   | Sepp Kuss         | Team Jumbo–Visma        | 65h 31' 27" |
| 2   | Jonas Vingegaard  | Team Jumbo–Visma        | +17"        |
| 3   | Primož Roglič     | Team Jumbo–Visma        | +1' 08"     |
| 4   | Juan Ayuso        | UAE Team Emirates       | +4' 00"     |
| 5   | Mikel Landa       | Team Bahrain Victorious | +4' 19"     |
| 6   | Enric Mas         | Movistar Team           | +4' 30"     |
| 7   | Cian Uijtdebroeks | Bora–Hansgrohe          | +7' 37"     |
| 8   | Aleksandr Vlasov  | Bora–Hansgrohe          | +8' 35"     |
| 9   | João Almeida      | UAE Team Emirates       | +10' 20"    |
| 10  | Santiago Buitrago | Team Bahrain Victorious | +12' 20"    |

### Etapa a 19-a
15 septembrie 2023 – La Bañeza - Íscar, 177,5 km (110,3 mi)
| Loc | Concurent           | Echipă                 | Timp       |
| --- | ------------------- | ---------------------- | ---------- |
| 1   | Alberto Dainese     | Team DSM–Firmenich     | 3h 42' 09" |
| 2   | Filippo Ganna       | Ineos Grenadiers       | +0"        |
| 3   | Marijn van den Berg | EF Education–EasyPost  | +0"        |
| 4   | Davide Cimolai      | Cofidis                | +0"        |
| 5   | Iván García Cortina | Movistar Team          | +0"        |
| 6   | Maurice Ballerstedt | Alpecin–Deceuninck     | +0"        |
| 7   | Lewis Askey         | Groupama–FDJ           | +0"        |
| 8   | Hugo Hofstetter     | Arkéa–Samsic           | +0"        |
| 9   | Fernando Barceló    | Caja Rural–Seguros RGA | +0"        |
| 10  | Jonas Koch          | Bora–Hansgrohe         | +0"        |

| Loc | Concurent         | Echipă                  | Timp        |
| --- | ----------------- | ----------------------- | ----------- |
| 1   | Sepp Kuss         | Team Jumbo–Visma        | 69h 14' 04" |
| 2   | Jonas Vingegaard  | Team Jumbo–Visma        | +17"        |
| 3   | Primož Roglič     | Team Jumbo–Visma        | +1' 08"     |
| 4   | Juan Ayuso        | UAE Team Emirates       | +4' 00"     |
| 5   | Mikel Landa       | Team Bahrain Victorious | +4' 19"     |
| 6   | Enric Mas         | Movistar Team           | +4' 30"     |
| 7   | Cian Uijtdebroeks | Bora–Hansgrohe          | +7' 37"     |
| 8   | Aleksandr Vlasov  | Bora–Hansgrohe          | +8' 35"     |
| 9   | João Almeida      | UAE Team Emirates       | +10' 20"    |
| 10  | Santiago Buitrago | Team Bahrain Victorious | +12' 20"    |

### Etapa a 20-a
16 septembrie 2023 – Manzanares el Real - Guadarrama, 208 km (129 mi)
| Loc | Concurent           | Echipă                   | Timp       |
| --- | ------------------- | ------------------------ | ---------- |
| 1   | Wout Poels          | Team Bahrain Victorious  | 4h 59' 29" |
| 2   | Remco Evenepoel     | Soudal–Quick-Step        | +0"        |
| 3   | Pelayo Sánchez      | Burgos BH                | +0"        |
| 4   | Lennert Van Eetvelt | Lotto–Dstny              | +0"        |
| 5   | Marc Soler          | UAE Team Emirates        | +4"        |
| 6   | Rui Costa           | Intermarché–Circus–Wanty | +26"       |
| 7   | Antonio Tiberi      | Team Bahrain Victorious  | +26"       |
| 8   | Lennard Kämna       | Bora–Hansgrohe           | +26"       |
| 9   | Romain Bardet       | Team DSM–Firmenich       | +26"       |
| 10  | Einer Rubio         | Movistar Team            | +26"       |

| Loc | Concurent         | Echipă                  | Timp        |
| --- | ----------------- | ----------------------- | ----------- |
| 1   | Sepp Kuss         | Team Jumbo–Visma        | 74h 23' 42" |
| 2   | Jonas Vingegaard  | Team Jumbo–Visma        | +17"        |
| 3   | Primož Roglič     | Team Jumbo–Visma        | +1' 08"     |
| 4   | Juan Ayuso        | UAE Team Emirates       | +3' 44"     |
| 5   | Mikel Landa       | Team Bahrain Victorious | +4' 03"     |
| 6   | Enric Mas         | Movistar Team           | +4' 14"     |
| 7   | Aleksandr Vlasov  | Bora–Hansgrohe          | +8' 19"     |
| 8   | Cian Uijtdebroeks | Bora–Hansgrohe          | +8' 26"     |
| 9   | João Almeida      | UAE Team Emirates       | +10' 08"    |
| 10  | Santiago Buitrago | Team Bahrain Victorious | +12' 04"    |

### Etapa a 21-a
17 septembrie 2023 – Hipódromo de la Zarzuela - Madrid, 101,5 km (63,1 mi)
| Loc | Concurent           | Echipă                   | Timp       |
| --- | ------------------- | ------------------------ | ---------- |
| 1   | Kaden Groves        | Alpecin–Deceuninck       | 2h 24' 13" |
| 2   | Filippo Ganna       | Ineos Grenadiers         | +0"        |
| 3   | Nico Denz           | Bora–Hansgrohe           | +0"        |
| 4   | Hugo Page           | Intermarché–Circus–Wanty | +0"        |
| 5   | Iván García Cortina | Movistar Team            | +0"        |
| 6   | Rui Costa           | Intermarché–Circus–Wanty | +0"        |
| 7   | Marijn van den Berg | EF Education–EasyPost    | +0"        |
| 8   | Remco Evenepoel     | Soudal–Quick-Step        | +0"        |
| 9   | Dries Van Gestel    | Team TotalEnergies       | +0"        |
| 10  | Lennard Kämna       | Bora–Hansgrohe           | +0"        |

| Loc | Concurent         | Echipă                  | Timp        |
| --- | ----------------- | ----------------------- | ----------- |
| 1   | Sepp Kuss         | Team Jumbo–Visma        | 76h 48' 21" |
| 2   | Jonas Vingegaard  | Team Jumbo–Visma        | +17"        |
| 3   | Primož Roglič     | Team Jumbo–Visma        | +1' 08"     |
| 4   | Juan Ayuso        | UAE Team Emirates       | +3' 18"     |
| 5   | Mikel Landa       | Team Bahrain Victorious | +3' 37"     |
| 6   | Enric Mas         | Movistar Team           | +4' 14"     |
| 7   | Aleksandr Vlasov  | Bora–Hansgrohe          | +7' 53"     |
| 8   | Cian Uijtdebroeks | Bora–Hansgrohe          | +8' 00"     |
| 9   | João Almeida      | UAE Team Emirates       | +10' 08"    |
| 10  | Santiago Buitrago | Team Bahrain Victorious | +11' 38"    |

## Clasamentele actuale

### Clasamentul general
| Loc | Concurent         | Echipă                  | Timp        |
| --- | ----------------- | ----------------------- | ----------- |
| 1   | Sepp Kuss         | Team Jumbo–Visma        | 76h 48' 21" |
| 2   | Jonas Vingegaard  | Team Jumbo–Visma        | +17"        |
| 3   | Primož Roglič     | Team Jumbo–Visma        | +1' 08"     |
| 4   | Juan Ayuso        | UAE Team Emirates       | +3' 18"     |
| 5   | Mikel Landa       | Team Bahrain Victorious | +3' 37"     |
| 6   | Enric Mas         | Movistar Team           | +4' 14"     |
| 7   | Aleksandr Vlasov  | Bora–Hansgrohe          | +7' 53"     |
| 8   | Cian Uijtdebroeks | Bora–Hansgrohe          | +8' 00"     |
| 9   | João Almeida      | UAE Team Emirates       | +10' 08"    |
| 10  | Santiago Buitrago | Team Bahrain Victorious | +11' 38"    |

| Loc | Concurent                 | Echipă                | Puncte |
| --- | ------------------------- | --------------------- | ------ |
| 1   | Kaden Groves (AUS)        | Alpecin–Deceuninck    | 315    |
| 2   | Remco Evenepoel (BEL)     | Soudal–Quick-Step     | 236    |
| 3   | Andreas Kron (DEN)        | Lotto–Dstny           | 167    |
| 4   | Marc Soler (ESP)          | UAE Team Emirates     | 133    |
| 5   | Jonas Vingegaard (DEN)    | Team Jumbo–Visma      | 123    |
| 6   | Filippo Ganna (ITA)       | Ineos Grenadiers      | 119    |
| 7   | Primož Roglič (SLO)       | Team Jumbo–Visma      | 117    |
| 8   | Marijn van den Berg (NED) | EF Education–EasyPost | 117    |
| 9   | Sepp Kuss (USA)           | Team Jumbo–Visma      | 112    |
| 10  | Juan Ayuso (ESP)          | UAE Team Emirates     | 105    |

| Loc | Concurent               | Echipă                  | Puncte |
| --- | ----------------------- | ----------------------- | ------ |
| 1   | Remco Evenepoel (BEL)   | Soudal–Quick-Step       | 135    |
| 2   | Jonas Vingegaard (DEN)  | Team Jumbo–Visma        | 51     |
| 3   | Michael Storer (AUS)    | Groupama–FDJ            | 39     |
| 4   | Romain Bardet (FRA)     | Team DSM–Firmenich      | 35     |
| 5   | Primož Roglič (SLO)     | Team Jumbo–Visma        | 33     |
| 6   | Sepp Kuss (USA)         | Team Jumbo–Visma        | 33     |
| 7   | Damiano Caruso (ITA)    | Team Bahrain Victorious | 30     |
| 8   | Andreas Kron (DEN)      | Lotto–Dstny             | 28     |
| 9   | Eduardo Sepúlveda (ARG) | Lotto–Dstny             | 23     |
| 10  | Jesús Herrada (ESP)     | Cofidis                 | 22     |

| Loc | Concurent                 | Echipă                  | Timp         |
| --- | ------------------------- | ----------------------- | ------------ |
| 1   | Juan Ayuso (ESP)          | UAE Team Emirates       | 76h 51' 39"  |
| 2   | Cian Uijtdebroeks (BEL)   | Bora–Hansgrohe          | +4' 42"      |
| 3   | João Almeida (POR)        | UAE Team Emirates       | + 6' 40"     |
| 4   | Santiago Buitrago (COL)   | Team Bahrain Victorious | + 8' 20"     |
| 5   | Remco Evenepoel (BEL)     | Soudal–Quick-Step       | + 13' 26"    |
| 6   | Einer Rubio (COL)         | Movistar Team           | + 31' 31"    |
| 7   | Antonio Tiberi (ITA)      | Team Bahrain Victorious | + 46' 55"    |
| 8   | Attila Valter (HUN)       | Team Jumbo–Visma        | + 1h 02' 24" |
| 9   | Lenny Martinez (FRA)      | Groupama–FDJ            | + 1h 18' 23" |
| 10  | Lennert Van Eetvelt (BEL) | Lotto–Dstny             | + 1h 45' 34" |

| Loc | Echipă                  | Timp         |
| --- | ----------------------- | ------------ |
| 1   | Team Jumbo–Visma        | 229h 42' 26" |
| 2   | Team Bahrain Victorious | + 20' 49"    |
| 3   | Bora–Hansgrohe          | + 32' 54"    |
| 4   | UAE Team Emirates       | + 33' 46"    |
| 5   | Movistar Team           | + 2h 17' 23" |
| 6   | Soudal–Quick-Step       | + 3h 18' 27" |
| 7   | Team TotalEnergies      | + 3h 25' 09" |
| 8   | Groupama–FDJ            | +3h 42' 37"  |
| 9   | Lidl–Trek               | + 4h 00' 16" |
| 10  | Arkéa–Samsic            | + 4h 23' 23" |

## Legături externe
- en  Site-ul oficial al competiției
- Turul Spaniei 2023 – ProCyclingStats